# Abumi-guchi

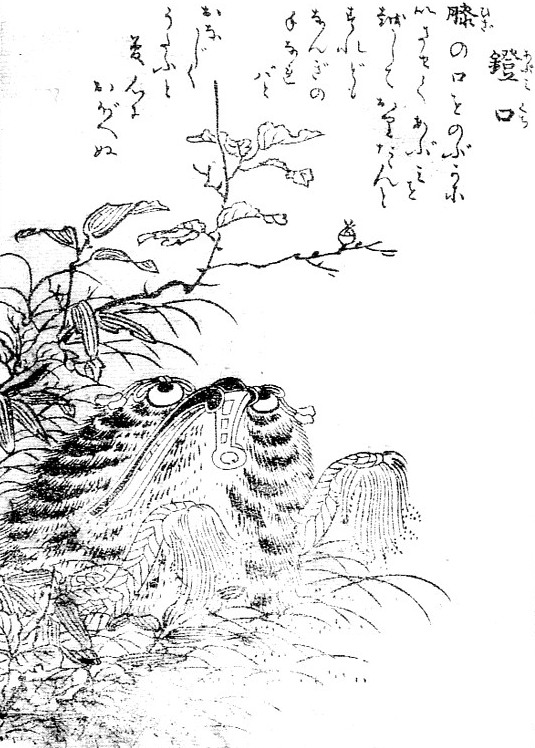
Um abumi-guchi como é retratado no Gazu Hyakki Tsurezure Bukuro de Toriyama Sekien

Um abumi-guchi (鐙口, literalmente "boca de estribo") é um youkai peludo. Ele é ilustrado no Gazu Hyakki Tsurezure Bukuro de Sekien Toriyama. O Abumi-guchi é um tipo de tsukumogami formado por um estribo, geralmente os que pertenceram a soldados mortos.